# Paul Plishka
Paul Plishka (* 28. August 1941 in Old Forge, Pennsylvania; † 3. Februar 2025 in Wilmington, North Carolina) war ein US-amerikanischer Opernsänger (Bass). Er trat über 50 Jahre an der Metropolitan Opera in New York City auf.

## Leben

### Ausbildung und Anfänge
Paul Plishka, dessen Eltern in den Vereinigten Staaten geborene Nachkommen ukrainischer Einwanderer waren, wuchs in Old Forge, Pennsylvania auf. Im Alter von 16 Jahren zog die Familie nach Paterson, New Jersey um, wo Plishka die Eastside High School besuchte. Ein Lehrer ermutigte Plishka zu einer Opernkarriere, nachdem er bei einer Schüleraufführung die Rolle des Jud Fry im Musical Oklahoma! gesungen hatte. Er studierte am New Jersey State College in Montclair. Gesangsunterricht erhielt er bei dem Gesangspädagogen Armen Boyajian, der auch der Gesangslehrer von Samuel Ramey war. Sein Debüt als Opernsänger gab er 1961 bei der Paterson Lyric Opera, einer Wanderbühne in New Jersey. 1964 gewann er in Baltimore einen Gesangswettbewerb, der auf Veranlassung von Rosa Ponselle ausgeschrieben worden war. Er trat fortan als Konzertsänger auf und nahm von 1965 bis 1967 an Gastspiel-Tourneen der Metropolitan Opera National Company teil.

### Metropolitan Opera
1967 wurde er an die Metropolitan Opera in New York City engagiert, wo er in Partien für Seriösen Bass aus dem italienischen und französischen Fach große Erfolge hatte. Er sang dort in 51 Jahren 88 verschiedene Rollen in fast 1700 Vorstellungen. Zu seinen Hauptrollen an der MET gehörten Philipp II. in Don Carlos, Fiesco in Simone Boccanegra, Raimondo in Lucia di Lammermoor, Dulcamara in L’elisir d’amore sowie die Titelrollen in Boris Godunow und Falstaff.
Plishka sang ab Juni 1967 zunächst bei den sog. „Met Parks Performances“ und im Rahmen einer MET-Tournee. Im September 1967 hatte Plishka als Mönch in La Gioconda sein „offizielles“ Debüt an der Metropolitan Opera. Im Februar 1977 sang er den Colline in einer Neuinszenierung von La Bohème an der Seite von Luciano Pavarotti, Ingvar Wixell und Allan Monk. Seine offizielle Abschiedsvorstellung an der Metropolitan Opera gab er im Januar 2012 als Mesner in Tosca. In der Spielzeit 2015/16 übernahm er an der Metropolitan Opera in La Bohème noch einmal die Rollen Benoit und Alcindoro, die er dann bis März 2018 noch in fast 30 weiteren Vorstellungen regelmäßig sang.

### Gastspiele
Plishka gab Gastspiele an Opernhäusern in den Vereinigten Staaten und in Kanada, u. a. in New Orleans, Pittsburgh, Baltimore, Seattle, Vancouver und Ottawa. 1972 sang er an der Opera Philadelphia den Abimélech in Samson et Dalila. In der Saison 1976/77 debütierte er als Padre Guardiano in La forza del destino an der San Francisco Opera.
Im April 1999 sang er in der Carnegie Hall den Kardinal Brogni in einer konzertanten Aufführung der Oper La Juive unter der musikalischen Leitung von Eve Queler. 2000 sang er an der Lyric Opera of Chicago den Dulcamara in L’elisir d’amore. Er gastierte in den USA auch an der Palm Beach Opera, an der Houston Grand Opera und an der Dallas Opera.
Im Juli 2003 gastierte er als Daland in Der Fliegende Holländer am Teatro Colón in Buenos Aires.
Sein Europa-Debüt gab er 1971 als Pimen in Boris Godunow beim Spoleto-Festival.
In der Saison 1974/75 debütierte er als Méphistophélès in La damnation de Faust an der Mailänder Scala. Er sang dort u. a. auch den Pimen in Boris Godunow, Enrico VIII. in Anna Bolena, Timur in Turandot und Zaccaria in Nabucco. Seinen letzten Auftritt an der Mailänder Scala hatte er im Juli 1992 in der Messa da Requiem von Giuseppe Verdi. Mit dem Ensemble der Mailänder Scala gastierte er auch in Tokio, Moskau und Barcelona.
1975 trat er an der Opéra du Rhin in Straßburg als Philipp II. in Don Carlos auf.
1976 sang er beim Maggio Musicale Fiorentino das Bass-Solo in der 9. Sinfonie von Ludwig van Beethoven. 1978 gastierte er an der Grand Opéra Paris als Fasolt in Das Rheingold. 1998 trat er bei den Salzburger Festspielen als Großinquisitor in Don Carlos auf.
Er gastierte außerdem an der Hamburgischen Staatsoper (1987), am Grand Théâtre de Genève (1992) und an der Opéra de Marseille (1999).
1992 erhielt er den Governor’s Award for Excellence in the Arts durch den Commonwealth of Pennsylvania. Er wurde in die Hall of Fame der „Great American Opera Singers“ aufgenommen.
Seinen letzten Auftritt als Opernsänger hatte er im Juli 2018 in einer Aufführung von La Bohème beim Tanglewood Festival.

### Privates
Plishka hatte einen jüngeren Bruder, Peter Plishka, der im Januar 1984 im Alter von 33 Jahren Suizid beging.
Paul Plishka war zweimal verheiratet und Vater von drei Söhnen, die alle vor ihm starben. Sein Sohn John Jeffrey starb 2017. Seine erste Ehefrau Judith Ann Plishka, die Mutter seines Sohnes Jeffrey, starb 2004. Plishka war in zweiter Ehe mit Sharon Thomas, einer früheren Hausregisseurin der Metropolitan Opera, verheiratet.
Paul Plishka starb im Februar 2025 im Alter von 83 Jahren in einem Sterbehospiz in Wilmington, North Carolina.

## Stimme und Tondokumente
Paul Plishka besaß, so Das Große Sängerlexikon, eine „machtvolle, ausdrucksstarke, dabei aber sehr flexible Baßstimme“. Seine Stimme ist der Stimmlage des Basso cantante zuzurechnen. Er galt auch als großer „Sänger-Darsteller“ und guter Schauspieler.
Seine Stimme ist auf vielen Schallplattenaufnahmen und Live-Mitschnitten sowie durch TV-Übertragungen und Video-Aufnahmen dokumentiert. 
Seine Schallplatten und Videos erschienen u. a. bei den Labels Decca (Crespel in Hoffmanns Erzählungen), HMV (Oroveso in Norma als Partner von Beverly Sills, Colline in La Bohème, Timur in Turandot, Pater Guardian in La forza del destino), RCA (Méphistophélès in Faust, Mesner in Tosca), CBS (Gemma di Vergy von Gaetano Donizetti, Le Cid von Jules Massenet mit Grace Bumbry und Placido Domingo, Verdi-Requiem), Sony Records (Luisa Miller), DGG (Falstaff, auch Video), Pioneer-Video (Luisa Miller) und DGG-Video (Stiffelio von Verdi).

## Repertoire (Auswahl)
- Beethoven: Rocco in Fidelio
- Bellini: Sir Giorgio in I Puritani
- Bellini: Enrico VIII. in Anna Bolena
- Bellini: Oroveso in Norma
- Berlioz: Méphistophélès in La damnation de Faust
- Britten: Dansker in Billy Budd
- Donizetti: Dulcamara in L’elisir d’amore
- Donizetti: Raimondo Bidebent in Lucia di Lammermoor
- Donizetti: Don Pasquale in Don Pasquale
- Dvořák: Wassermann in Rusalka
- Gounod: Méphistophélès in Faust
- Gounod: Frère Laurent in Roméo et Juliette
- Halévy: Kardinal Brogni in La Juive
- Massenet: Le Comte Des Grieux in Manon
- Massenet: Don Diègue in Le Cid
- Massenet: Phanuel in Hérodiade
- Mozart: Leporello in Don Giovanni
- Mozart: Bartolo in Le nozze di Figaro
- Mozart: Sarastro in Die Zauberflöte
- Mussorgski: Warlaam / Pimen / Boris Godunow in Boris Godunow
- Mussorgski: Dosifei in Chowanschtschina
- Offenbach: Crespel in Hoffmanns Erzählungen
- Ponchielli: Mönch / Alvise in La Gioconda
- Puccini: Colline / Benoit / Alcindoro in La Bohème
- Puccini: Il Sagrestano (Mesner) in Tosca
- Puccini: Timur in Turandot
- Rossini: Don Basilio in Il barbiere di Siviglia
- Saint-Saëns: Abimélech / Alter Hebräer in Samson et Dalila
- Smetana: Kezal in Die verkaufte Braut
- Strawinsky: Nick Shadow in The Rake’s Progress
- Tschaikowski: Gremin in Eugen Onegin
- Verdi: Zaccaria in Nabucco
- Verdi: Don Ruy Gómez de Silva in Ernani
- Verdi: Massimiliano in I masnadieri
- Verdi: Conte di Walter / Wurm in Luisa Miller
- Verdi: Sparafucile in Rigoletto
- Verdi: Procida in I vespri siciliani
- Verdi: Jacopo Fiesco in Simone Boccanegra
- Verdi: Padre Guardiano in La forza del destino
- Verdi: Philipp II. / Großinquisitor in Don Carlos
- Verdi: Ramphis in Aida
- Verdi: Falstaff in Falstaff
- Wagner: Daland in Der Fliegende Holländer
- Wagner: König Marke in Tristan und Isolde
- Wagner: Fasolt in Das Rheingold
- Wagner: Titurel in Parsifal